# Šakiai
Šakiai è una città della Lituania, situata nella contea di Marijampolė. Essa è inoltre il capoluogo del comune distrettuale di Šakiai.